# Lino Fumagalli
Lino Fumagalli (Roma, 13 maggio 1947) è un vescovo cattolico italiano, dal 7 ottobre 2022 vescovo emerito di Viterbo.

## Biografia
Nasce a Roma, zona La Storta, nella sede suburbicaria di Porto-Santa Rufina, il 13 maggio 1947.

### Formazione e ministero sacerdotale
Ha conseguito la licenza in teologia presso la Pontificia Università Gregoriana di Roma e la licenza in diritto canonico presso la Pontificia Università Lateranense, sempre a Roma.
Il 24 luglio 1971 è ordinato presbitero, nella cattedrale dei Sacri Cuori di Gesù e Maria a La Storta, dall'arcivescovo Andrea Pangrazio per la sede suburbicaria di Porto-Santa Rufina.
Dopo l'ordinazione è, per un anno, vicario della parrocchia della Madonna di Fatima nel quartiere della Massimilla, mentre dal 1972 al 1977 è vicario parrocchiale di San Giuseppe a Santa Marinella. Dal 1977 al 1984 ricopre l'incarico di parroco di Sant'Angela Merici a Santa Severa.
A partire dal 1978 è docente presso il Pontificio Collegio Leoniano di Anagni, di cui sarà rettore dal 1984 al 1993, mentre dal 1981 è anche insegnante presso l'Istituto di Scienze religiose della Pontificia Università Gregoriana di Roma. È nominato direttore del Centro regionale vocazioni, nel 1984, direttore della Scuola diocesana di teologia "Cardinale Eugenio Tisserant", nel 1985, e vicario episcopale per la pastorale e per la vita religiosa della diocesi di Porto-Santa Rufina, nel 1989. Nell'aprile 1996 diventa parroco della cattedrale a La Storta. Dal 1998 è segretario della Commissione presbiterale italiana. Ricopre tutti questi incarichi fino al momento della nomina episcopale.
Il 14 novembre 1985 è insignito del titolo di prelato d'onore di Sua Santità.

### Ministero episcopale
Il 31 dicembre 1999 papa Giovanni Paolo II lo nomina vescovo di Sabina-Poggio Mirteto; succede a Salvatore Boccaccio, precedentemente nominato vescovo di Frosinone-Veroli-Ferentino. Il 20 febbraio 2000 riceve l'ordinazione episcopale, nella cattedrale dei Sacri Cuori di Gesù e Maria, dal cardinale Lucas Moreira Neves, prefetto della Congregazione per i vescovi e cardinale vescovo di Sabina-Poggio Mirteto, co-consacranti Antonio Buoncristiani, vescovo di Porto-Santa Rufina e il suo predecessore Salvatore Boccaccio. Il 19 marzo seguente prende possesso canonico della diocesi.
Dal 7 aprile al 5 ottobre 2008 è anche amministratore apostolico di Tivoli.
L'11 dicembre 2010 papa Benedetto XVI lo nomina vescovo di Viterbo; succede a Lorenzo Chiarinelli, dimessosi per raggiunti limiti di età. Il 27 febbraio 2011 prende possesso canonico della diocesi.
Ha fatto parte della commissione episcopale per l'educazione cattolica, la scuola e l'università della Conferenza Episcopale Italiana (CEI) ed è membro della Congregazione delle cause dei santi dal 2 maggio 2002.
Il 7 ottobre 2022 papa Francesco accoglie la sua rinuncia, presentata per raggiunti limiti di età, al governo pastorale della diocesi di Viterbo; gli succede Orazio Francesco Piazza, fino ad allora vescovo di Sessa Aurunca. Rimane amministratore apostolico della diocesi fino all'ingresso del successore, avvenuto il 3 dicembre seguente.

## Genealogia episcopale
La genealogia episcopale è:
- Cardinale Scipione Rebiba
- Cardinale Giulio Antonio Santori
- Cardinale Girolamo Bernerio, O.P.
- Arcivescovo Galeazzo Sanvitale
- Cardinale Ludovico Ludovisi
- Cardinale Luigi Caetani
- Cardinale Ulderico Carpegna
- Cardinale Paluzzo Paluzzi Altieri degli Albertoni
- Papa Benedetto XIII
- Papa Benedetto XIV
- Papa Clemente XIII
- Cardinale Bernardino Giraud
- Cardinale Alessandro Mattei
- Cardinale Pietro Francesco Galleffi
- Cardinale Giacomo Filippo Fransoni
- Cardinale Carlo Sacconi
- Cardinale Edward Henry Howard
- Cardinale Mariano Rampolla del Tindaro
- Cardinale Rafael Merry del Val
- Arcivescovo Duarte Leopoldo e Silva
- Arcivescovo Paulo de Tarso Campos
- Cardinale Agnelo Rossi
- Cardinale Lucas Moreira Neves, O.P.
- Vescovo Lino Fumagalli